# Municipio de Iroquois (Illinois)
El municipio de Iroquois (en inglés: Iroquois Township) es un municipio ubicado en el condado de Iroquois en el estado estadounidense de Illinois. En el año 2010 tenía una población de 625 habitantes y una densidad poblacional de 6,59 personas por km².

## Geografía
El municipio de Iroquois se encuentra ubicado en las coordenadas 40°48′58″N 87°49′24″O / 40.81611, -87.82333. Según la Oficina del Censo de los Estados Unidos, el municipio tiene una superficie total de 94.89 km², de la cual 93,96 km² corresponden a tierra firme y (0,97 %) 0,92 km² es agua.

## Demografía
Según el censo de 2010, había 625 personas residiendo en el municipio de Iroquois. La densidad de población era de 6,59 hab./km². De los 625 habitantes, el municipio de Iroquois estaba compuesto por el 99,04 % blancos, el 0,32 % eran afroamericanos y el 0,64 % eran de una mezcla de razas. Del total de la población el 1,6 % eran hispanos o latinos de cualquier raza.